# Episcada canaletta
Episcada canaletta är en fjärilsart som beskrevs av Otto Staudinger 1884. Episcada canaletta ingår i släktet Episcada och familjen praktfjärilar. Inga underarter finns listade i Catalogue of Life.